# Happy (Pharrell Williams-sang)
 For alternative betydninger, se Happy. (Se også artikler, som begynder med Happy)
"Happy" er en sang skrevet, produceret og fremført af den amerikanske sanger og producer Pharrell Williams fra Despicable Me 2 soundtrack album. Den fungerede også som førstesingle fra Williams' andet studiealbum Girl fra 2014. Den blev første gang udgivet den 21. november 2013, sammen med en musikvideo i langt format. Sangen blev genudgivet den 16. december 2013 af Back Lot Music under en eksklusiv licens fra Columbia Records, en underafdeling af Sony Music.

## Hitlister
| Hitliste (2013–2014)                             | Højeste placering |
| ------------------------------------------------ | ----------------- |
| Australien (ARIA)                                | 1                 |
| Belgien (Ultratop 50 Flanderen)                  | 1                 |
| Belgien (Ultratop 50 Vallonien)                  | 1                 |
| Belgium (Ultratop Flanders Urban)                | 1                 |
| Brazil (Billboard Brasil Hot 100)                | 1                 |
| Bulgarien (IFPI)                                 | 1                 |
| Canada (Canadian Hot 100)                        | 1                 |
| Croatia (Airplay Radio Chart)                    | 1                 |
| Tjekkiet (Rádio Top 100)                         | 1                 |
| Tjekkiet (Singles Digitál Top 100)               | 1                 |
| Danmark (Track Top-40)                           | 1                 |
| Dominican Republic (Monitor Latino)              | 11                |
| Euro Digital Songs (Billboard)                   | 1                 |
| Finland (Suomen virallinen lista)                | 7                 |
| Frankrig (SNEP)                                  | 1                 |
| Grækenland Digitale sange (Billboard)            | 1                 |
| Holland (Dutch Top 40)                           | 1                 |
| Holland (Single Top 100)                         | 1                 |
| Irland (IRMA)                                    | 1                 |
| Israel (Media Forest)                            | 1                 |
| Italien (FIMI)                                   | 1                 |
| Japan (Japan Hot 100)                            | 5                 |
| Libanon (The Official Lebanese Top 20)           | 1                 |
| Luxembourg Digital Songs (Billboard)             | 1                 |
| Mexico Ingles Airplay (Billboard)                | 1                 |
| New Zealand (RIANZ)                              | 1                 |
| Norge (VG-lista)                                 | 1                 |
| Polen (Dance Top 50)                             | 6                 |
| Polen (Polish Airplay Top 100)                   | 1                 |
| Portugal Digitale sange (Billboard)              | 1                 |
| Rumænien (Media Forest)                          | 1                 |
| Schweiz (Schweizer Hitparade)                    | 1                 |
| Skotland (Official Charts Company)               | 2                 |
| Slovakiet (Rádio Top 100)                        | 1                 |
| Slovakiet (Singles Digitál Top 100)              | 16                |
| Spanien (PROMUSICAE)                             | 1                 |
| Storbritannien Singles (Official Charts Company) | 1                 |
| Sverige (Sverigetopplistan)                      | 3                 |
| Sydafrika (EMA)                                  | 1                 |
| Sydkorea (Gaon)                                  | 5                 |
| Tyskland (Official German Charts)                | 1                 |
| Ungarn (Dance Top 40)                            | 4                 |
| Ungarn (Rádiós Top 40)                           | 1                 |
| Ungarn (Single Top 40)                           | 1                 |
| USA Adult Alternative Songs (Billboard)          | 14                |
| USA Adult Contemporary (Billboard)               | 1                 |
| USA Adult Top 40 (Billboard)                     | 1                 |
| USA Billboard Hot 100                            | 1                 |
| USA Dance/Mix Show Airplay (Billboard)           | 11                |
| USA Dance Club Songs (Billboard)                 | 14                |
| USA Hot R&B/Hip-Hop Songs (Billboard)            | 1                 |
| USA Mainstream Top 40 (Billboard)                | 1                 |
| USA Rhythmic (Billboard)                         | 1                 |
| Venezuela Pop Rock (Record Report)               | 1                 |
| Østrig (Ö3 Austria Top 40)                       | 1                 |

| Hitliste (2013)                          | Placering |
| ---------------------------------------- | --------- |
| Australien (ARIA)                        | 92        |
| Holland (Dutch Top 40)                   | 9         |
| Holland (Single Top 100)                 | 5         |
| Storbritannien (Official Charts Company) | 85        |

| Hitliste (2014)                                    | Placering |
| -------------------------------------------------- | --------- |
| Australien (ARIA)                                  | 1         |
| Belgien (Ultratop Flanders)                        | 1         |
| Belgien (Ultratop Wallonia)                        | 1         |
| Brasilien (Billboard Hot 100 Airplay)              | 10        |
| Canada (Canadian Hot 100)                          | 1         |
| Danmark (Tracklisten)                              | 2         |
| Holland (Single Top 100)                           | 2         |
| Israel (Media Forest)                              | 1         |
| Italien (FIMI)                                     | 2         |
| Japan (Billboard Japan Adult Contemporary Airplay) | 1         |
| Japan (Billboard Japan Hot Top Airplay)            | 1         |
| New Zealand (Recorded Music NZ)                    | 1         |
| Polen (ZPAV)                                       | 4         |
| Schweiz (Schweizer Hitparade)                      | 1         |
| Storbritannien (Official Charts Company)           | 1         |
| Tyskland (Media Control Charts)                    | 2         |
| US Billboard Hot 100                               | 1         |
| US Adult Contemporary (Billboard)                  | 6         |
| US Adult Top 40 (Billboard)                        | 7         |
| US Mainstream Top 40 (Billboard)                   | 9         |
| US Rhythmic (Billboard)                            | 12        |
| Venezuela Pop Rock General (Record Report)         | 2         |

| Hitliste                       | Placering |
| ------------------------------ | --------- |
| Australien (ARIA)              | 5         |
| Belgien (Ultratop 50 Flanders) | 12        |
| Belgien (Ultratop 50 Wallonia) | 5         |
| Frankrig (SNEP)                | 35        |
| Holland (Dutch Top 40)         | 1         |
| Holland (Single Top 100)       | 3         |
| New Zealand (RIANZ)            | 1         |

| Land | Certificering | Salg        |
| --- | ------------- | ----------- |
| Australia (ARIA) | 9× Platin     | 630.000^    |
| Belgien (BEA) | 2× Platin     | 60.000*     |
| Canada (Music Canada) | 6× Platin     | 480.000^    |
| Danmark (IFPI Danmark) | Platin        | 30.000^     |
| Frankrig (SNEP) | Diamant       | 335.000     |
| Italien (FIMI) | 6× Platin     | 180.000*    |
| Japan (RIAJ) | Platin        | 250.000^    |
| Mexico (AMPROFON) | 3× Platin     | 180.000^    |
| New Zealand (RMNZ) | 6× Platin     | 90.000*     |
| Norge (IFPI Norge) | 3× Platin     | 30.000*     |
| Schweiz (IFPI Schweiz) | 3× Platin     | 90.000x     |
| Storbritannien (BPI) | 3× Platin     | 1.620.000   |
| Sverige (GLF) | 4× Platin     | 160.000x    |
| Tyskland (BVMI) | 3× Platin     | 900.000^    |
| USA (RIAA) | 6× Platin     | 6.620.000   |
| Østrig (IFPI Østrig) | Guld          | 15.000x     |
| Streaming |               |             |
| Danmark (IFPI Danmark) | 4× Platin     | 120.000^    |
| Spanien (PROMUSICAE) | 3× Platin     | 30.000.000^ |
| *Salgstal baseret på certificering alene. · ^Forsendelsestal baseret på certificering alene. · xUspecificerede tal baseret på certificering alene. · Salgstal+streamingtal baseret på certificering alene. |               |             |

## Udgivelseshistorik
| Land           | Dato              | Format                 | Pladeselskab     |
| -------------- | ----------------- | ---------------------- | ---------------- |
| Verden         | 22. maj 2013      | Streaming              |                  |
| Australien     | 21. november 2013 | Digital download       | Back Lot Music   |
| Østrig         | 21. november 2013 | Digital download       | Back Lot Music   |
| Belgien        | 21. november 2013 | Digital download       | Back Lot Music   |
| Canada         | 21. november 2013 | Digital download       | Back Lot Music   |
| Danmark        | 21. november 2013 | Digital download       | Back Lot Music   |
| Finland        | 21. november 2013 | Digital download       | Back Lot Music   |
| Frankrig       | 21. november 2013 | Digital download       | Back Lot Music   |
| Tyskland       | 21. november 2013 | Digital download       | Back Lot Music   |
| Grækenland     | 21. november 2013 | Digital download       | Back Lot Music   |
| Italien        | 21. november 2013 | Digital download       | Back Lot Music   |
| Japan          | 21. november 2013 | Digital download       | Back Lot Music   |
| Latinamerika   | 21. november 2013 | Digital download       | Back Lot Music   |
| Holland        | 21. november 2013 | Digital download       | Back Lot Music   |
| New Zealand    | 21. november 2013 | Digital download       | Back Lot Music   |
| Norge          | 21. november 2013 | Digital download       | Back Lot Music   |
| Spanien        | 21. november 2013 | Digital download       | Back Lot Music   |
| Sverige        | 21. november 2013 | Digital download       | Back Lot Music   |
| Storbritannien | 21. november 2013 | Digital download       | Back Lot Music   |
| USA            | 21. november 2013 | Digital download       | Back Lot Music   |
| USA            | 13. januar 2014   | Adult contemporary     | Columbia Records |
| USA            | 21. januar 2014   | Contemporary hit radio | Columbia Records |